# Associazione Sportiva Taranto 1977-1978
Questa voce raccoglie le informazioni riguardanti l'Associazione Sportiva Taranto nelle competizioni ufficiali della stagione 1977-1978.

## Rosa
| N. |                   | Ruolo | Calciatore          |
| -- | ----------------- | ----- | ------------------- |
|    | Italia (bandiera) | P     | Alfredo Angi        |
|    | Italia (bandiera) | P     | Sergio Buso         |
|    | Italia (bandiera) | D     | Franco Campidonico  |
|    | Italia (bandiera) | D     | Adriano Capra       |
|    | Italia (bandiera) | C     | Federico Caputi     |
|    | Italia (bandiera) | C     | Renzo Castagnini    |
|    | Italia (bandiera) | D     | Rodolfo Cimenti     |
|    | Italia (bandiera) | A     | Franco Delli Santi  |
|    | Italia (bandiera) | D     | Stefano Dradi       |
|    | Italia (bandiera) | C     | Giorgio Fanti       |
|    | Italia (bandiera) | D     | Sergio Giovannone   |
|    | Italia (bandiera) | D     | Gianfranco Guerrini |

| N. |                   | Ruolo | Calciatore           |
| -- | ----------------- | ----- | -------------------- |
|    | Italia (bandiera) | A     | Graziano Gori        |
|    | Italia (bandiera) | A     | Erasmo Iacovone      |
|    | Italia (bandiera) | D     | Salvatore Intagliata |
|    | Italia (bandiera) | D     | Giorgio Nardello     |
|    | Italia (bandiera) | D     | Cosimo Nigro         |
|    | Italia (bandiera) | C     | Franco Panizza       |
|    | Italia (bandiera) | P     | Zelico Petrovic      |
|    | Italia (bandiera) | A     | Giorgio Scalcon      |
|    | Italia (bandiera) | C     | Franco Selvaggi      |
|    | Italia (bandiera) | A     | Corrado Serato       |
|    | Italia (bandiera) | A     | Alessandro Turini    |

## Risultati

### Campionato

#### Girone di andata
| 1977 1ª giornata | Taranto | 1 – 0 | Pistoiese |  |

| 1977 2ª giornata | Cremonese | 2 – 1 | Taranto |  |

| 25 settembre 1977 3ª giornata | Taranto | 1 – 1 | Rimini |  |

| 2 ottobre 1977 4ª giornata | Catanzaro | 1 – 1 | Taranto |  |

| 9 ottobre 1977 5ª giornata | Taranto | 1 – 0 | Modena |  |

| 16 ottobre 1977 6ª giornata | Cagliari | 2 – 2 | Taranto |  |

| 23 ottobre 1977 7ª giornata | Varese | 0 – 0 | Taranto |  |

| 30 ottobre 1977 8ª giornata | Taranto | 3 – 0 | Como |  |

| 10 dicembre 1977 9ª giornata | Taranto | 1 – 0 | Cesena |  |

| 13 novembre 1977 10ª giornata | Palermo | 0 – 0 | Taranto |  |

| 20 novembre 1977 11ª giornata | Taranto | 1 – 0 | Bari |  |

| 27 novembre 1977 12ª giornata | Brescia | 1 – 1 | Taranto |  |

| 4 dicembre 1977 13ª giornata | Taranto | 2 – 0 | Sambenedettese |  |

| 11 dicembre 1977 14ª giornata | Avellino | 0 – 0 | Taranto |  |

| 18 dicembre 1977 15ª giornata | Taranto | 1 – 2 | Ternana |  |

| 31 dicembre 1977 16ª giornata | Taranto | 1 – 3 | Ascoli |  |

| 8 gennaio 1978 17ª giornata | Sampdoria | 4 – 0 | Taranto |  |

| 15 gennaio 1978 18ª giornata | Lecce | 0 – 0 | Taranto |  |

| 22 gennaio 1978 19ª giornata | Taranto | 1 – 3 | Monza |  |

#### Girone di ritorno
| 29 gennaio 1978 20ª giornata | Pistoiese | 1 – 1 | Taranto |  |

| 5 febbraio 1978 21ª giornata | Taranto | 0 – 0 | Cremonese |  |

| 12 febbraio 1978 22ª giornata | Rimini | 1 – 3 | Taranto |  |

| 19 febbraio 1978 23ª giornata | Taranto | 0 – 0 | Catanzaro |  |

| 26 febbraio 1978 24ª giornata | Modena | 2 – 0 | Taranto |  |

| 5 marzo 1978 25ª giornata | Taranto | 2 – 1 | Cagliari |  |

| 12 marzo 1978 26ª giornata | Taranto | 1 – 0 | Varese |  |

| 26 marzo 1978 27ª giornata | Como | 0 – 0 | Taranto |  |

| 2 aprile 1978 28ª giornata | Cesena | 1 – 1 | Taranto |  |

| 9 aprile 1978 29ª giornata | Taranto | 1 – 2 | Palermo |  |

| 16 aprile 1978 30ª giornata | Bari | 2 – 0 | Taranto |  |

| 23 aprile 1978 31ª giornata | Taranto | 0 – 0 | Brescia |  |

| 30 aprile 1978 32ª giornata | Sambenedettese | 0 – 0 | Taranto |  |

| 7 maggio 1978 33ª giornata | Taranto | 2 – 2 | Avellino |  |

| 14 maggio 1978 34ª giornata | Ternana | 0 – 0 | Taranto |  |

| 21 maggio 1978 35ª giornata | Ascoli | 2 – 0 | Taranto |  |

| 1978 36ª giornata | Taranto | 1 – 1 | Sampdoria |  |

| 4 giugno 1978 37ª giornata | Taranto | 1 – 0 | Lecce |  |

| 11 giugno 1978 38ª giornata | Monza | 4 – 0 | Taranto |  |

## Statistiche

### Statistiche di squadra
| Competizione | Punti | In casa | In casa | In casa | In casa | In casa | In casa | In trasferta | In trasferta | In trasferta | In trasferta | In trasferta | In trasferta | Totale | Totale | Totale | Totale | Totale | Totale | DR  |
| Competizione | Punti | G       | V       | N       | P       | Gf      | Gs      | G            | V            | N            | P            | Gf           | Gs           | G      | V      | N      | P      | Gf     | Gs     | DR  |
| ------------ | ----- | ------- | ------- | ------- | ------- | ------- | ------- | ------------ | ------------ | ------------ | ------------ | ------------ | ------------ | ------ | ------ | ------ | ------ | ------ | ------ | --- |
| Serie B      | 38    | 19      | 9       | 6       | 4       | 21      | 15      | 19           | 1            | 12           | 6            | 10           | 23           | 38     | 10     | 18     | 10     | 31     | 38     | -7  |
| Coppa Italia | .     | .       | .       | .       | .       | .       | ..      | ..           | .            | .            | .            | ..           | ..           | .      | .      | .      | .      | ..     | ..     | -.. |
| Totale       |       | .       | .       | .       | .       | .       | ..      | ..           | .            | .            | .            | ..           | ..           | .      | .      | .      | .      | ..     | ..     | -.. |

### Statistiche dei giocatori
Fonte:
| Giocatore      | Serie B  | Serie B | Serie B     | Serie B    | Coppa Italia | Coppa Italia | Coppa Italia | Coppa Italia | Totale   | Totale | Totale      | Totale     |
| Giocatore      | Presenze | Reti    | Ammonizioni | Espulsioni | Presenze     | Reti         | Ammonizioni  | Espulsioni   | Presenze | Reti   | Ammonizioni | Espulsioni |
| -------------- | -------- | ------- | ----------- | ---------- | ------------ | ------------ | ------------ | ------------ | -------- | ------ | ----------- | ---------- |
| A. Angi        | 2        | -2      | ?           | ?          | ?            | ?            | ?            | ?            | 2+       | -2+    | ?           | ?          |
| S. Buso        | 15       | -17     | ?           | ?          | ?            | ?            | ?            | ?            | 15+      | -17+   | ?           | ?          |
| F. Campidonico | 1        | 0       | ?           | ?          | ?            | ?            | ?            | ?            | 1+       | 0+     | ?           | ?          |
| A. Capra       | 22       | 0       | ?           | ?          | ?            | ?            | ?            | ?            | 22+      | 0+     | ?           | ?          |
| F. Caputi      | 34       | 0       | ?           | ?          | ?            | ?            | ?            | ?            | 34+      | 0+     | ?           | ?          |
| R. Castagnini  | 15       | 0       | ?           | ?          | ?            | ?            | ?            | ?            | 15+      | 0+     | ?           | ?          |
| R. Cimenti     | 35       | 1       | ?           | ?          | ?            | ?            | ?            | ?            | 35+      | 1+     | ?           | ?          |
| F. Delli Santi | 7        | 0       | ?           | ?          | ?            | ?            | ?            | ?            | 7+       | 0+     | ?           | ?          |
| S. Dradi       | 34       | 0       | ?           | ?          | ?            | ?            | ?            | ?            | 34+      | 0+     | ?           | ?          |
| G. Fanti       | 26       | 0       | ?           | ?          | ?            | ?            | ?            | ?            | 26+      | 0+     | ?           | ?          |
| S. Giovannone  | 36       | 0       | ?           | ?          | ?            | ?            | ?            | ?            | 36+      | 0+     | ?           | ?          |
| G. Gori        | 32       | 4       | ?           | ?          | ?            | ?            | ?            | ?            | 32+      | 4+     | ?           | ?          |
| G. Guerrini    | 0        | 0       | 0           | 0          | 0            | 0            | 0            | 0            | 0        | 0      | 0           | 0          |
| E. Iacovone    | 20       | 8       | ?           | ?          | ?            | ?            | ?            | ?            | 20+      | 8+     | ?           | ?          |
| S. Intagliata  | 1        | 0       | ?           | ?          | ?            | ?            | ?            | ?            | 1+       | 0+     | ?           | ?          |
| G. Nardello    | 37       | 0       | ?           | ?          | ?            | ?            | ?            | ?            | 37+      | 0+     | ?           | ?          |
| C. Nigro       | 1        | 0       | ?           | ?          | ?            | ?            | ?            | ?            | 1+       | 0+     | ?           | ?          |
| F. Panizza     | 35       | 3       | ?           | ?          | ?            | ?            | ?            | ?            | 35+      | 3+     | ?           | ?          |
| Z. Petrovic    | 23       | -19     | ?           | ?          | ?            | ?            | ?            | ?            | 23+      | -19+   | ?           | ?          |
| G. Scalcon     | 1        | 0       | ?           | ?          | ?            | ?            | ?            | ?            | 1+       | 0+     | ?           | ?          |
| F. Selvaggi    | 33       | 6       | ?           | ?          | ?            | ?            | ?            | ?            | 33+      | 6+     | ?           | ?          |
| C. Serato      | 19       | 3       | ?           | ?          | ?            | ?            | ?            | ?            | 19+      | 3+     | ?           | ?          |
| A. Turini      | 20       | 4       | ?           | ?          | ?            | ?            | ?            | ?            | 20+      | 4+     | ?           | ?          |